# Otto Schönfeldt
Otto Schönfeldt (* 8. März 1912 in Rostock; † 3. September 1994 in Düsseldorf) war ein deutscher Theaterleiter, Publizist und Politiker des Bundes der Deutschen, Partei für Einheit, Frieden und Freiheit (BdD).

## Leben

### Herkunft, Ausbildung, NS-Zeit und Beruf
Otto Schönfeldt wuchs als Sohn eines Zimmermanns in Hamburg auf. Der Vater starb, als Otto 12 Jahre alt war. Sein Pflegevater wurde Franz Stuhlmann, der damalige Leiter des Hamburgischen Welt-Wirtschafts-Archivs. Durch Stuhlmann fand Schönfeldt den Zugang zur deutschen Literatur, insbesondere zu Heinrich Heine. Er entschloss sich zu einer Bühnenlaufbahn und studierte am Staatlichen Schauspielhaus Hamburg. Seine Karriere wurde jedoch von den Nationalsozialisten früh abgeschnitten; er wurde 1936 als „Widerständler“ verhaftet, drei Monate lang in einem Konzentrationslager inhaftiert und durfte danach nur noch in kleinen Provinztheatern auftreten. Während des Zweiten Weltkriegs wurde er spät als Teil des sogenannten „letzten Aufgebots“ zum Kriegsdienst herangezogen, was ihm eine spastische Lähmung beider Beine einbrachte.
Nach 1945 baute Schönfeldt zwei Theater und eine Gastspielbühne auf. Seine Tätigkeit als Intendant am Theater Hagen musste er 1947 einstellen, nachdem es wegen seines „aufklärerischen linksorientierten Programms“ zu einem „Konflikt[…] mit den Lokalinstanzen“ gekommen war. Seither war er freiberuflich tätig als Regisseur, Schriftsteller und Journalist. Er war verheiratet mit der Schauspielerin Edith Dahlmann (1906-1988), die in den 1920er Jahren am Stadttheater Nordhausen engagiert war. Die Ehe war kinderlos. Otto Schönfeldt und Edith Dahlmann-Schönfeldt lebten in Hagen in Westfalen und kandidierten bei der Landtagswahl 1954 für den BdD. Später wohnten sie Düsseldorf. Edith Dahlmann-Schönfeldt starb nach langer Krankheit 1988 in Düsseldorf, Otto Schönfeldt starb dortselbst 1994 im Alter von 82 Jahren.

### Politische Tätigkeit
Als Mitglied des neutralistischen Bundes der Deutschen des Reichskanzlers a. D. Joseph Wirth kandidierte Schönfeldt zur Bundestagswahl von 1953 auf der Liste der Gesamtdeutschen Volkspartei. Von 1956 bis 1966 war er Mitglied des Bundesvorstands des BdD. 1957 fungierte er als Landesvorsitzender dieser Partei im Stadtstaat Hamburg, seit 1966 in Nordrhein-Westfalen. Bei der Bundestagswahl von 1957 trat er erfolglos für den BdD in Hamburg an. 1966 trat er in Darmstadt bei dem sogenannten „Deutschen Gespräch 1966“ gemeinsam mit Vertretern von Blockparteien der DDR als Redner auf. Als Teilhaber des Monitor-Verlags zählte Schönfeldt seit 1954 zum Herausgeberkreis der BdD-nahen Deutschen Volkszeitung. Schönfeldt beteiligte sich am Aufbau mehrerer vom Verfassungsschutz als kommunistisch unterwandert beurteilten Bürgerinitiativen. Prominent wurde er vor allem in den 1960er Jahren, als er öffentlich gemeinsam mit Wolfgang Abendroth und Helmut Ridder im Rahmen einer Kampagne für die Aufhebung des KPD-Verbots bzw. für die Wiederzulassung der Kommunistischen Partei Deutschlands auftrat.
Schon bald nach der Wiedervereinigung sah der damalige Vorstand der Heinrich-Heine-Gesellschaft Düsseldorf die Gelegenheit gekommen, Schönfeldt als früheren Agenten des DDR-Regimes zu enttarnen. Der seinerzeit geäußerte Verdacht, er „koche im Namen Heines eine östliche Suppe“ ließ sich allerdings nach Recherchen in den Unterlagen des Staatssicherheitsdienstes der Deutschen Demokratischen Republik (Forschungsantrag II.7-00476/04Z bei der sog. Gauck- bzw. Birthler-Behörde in Berlin) nicht erhärten.

### Aktivitäten zur Benennung der Universität Düsseldorf nach Heinrich Heine

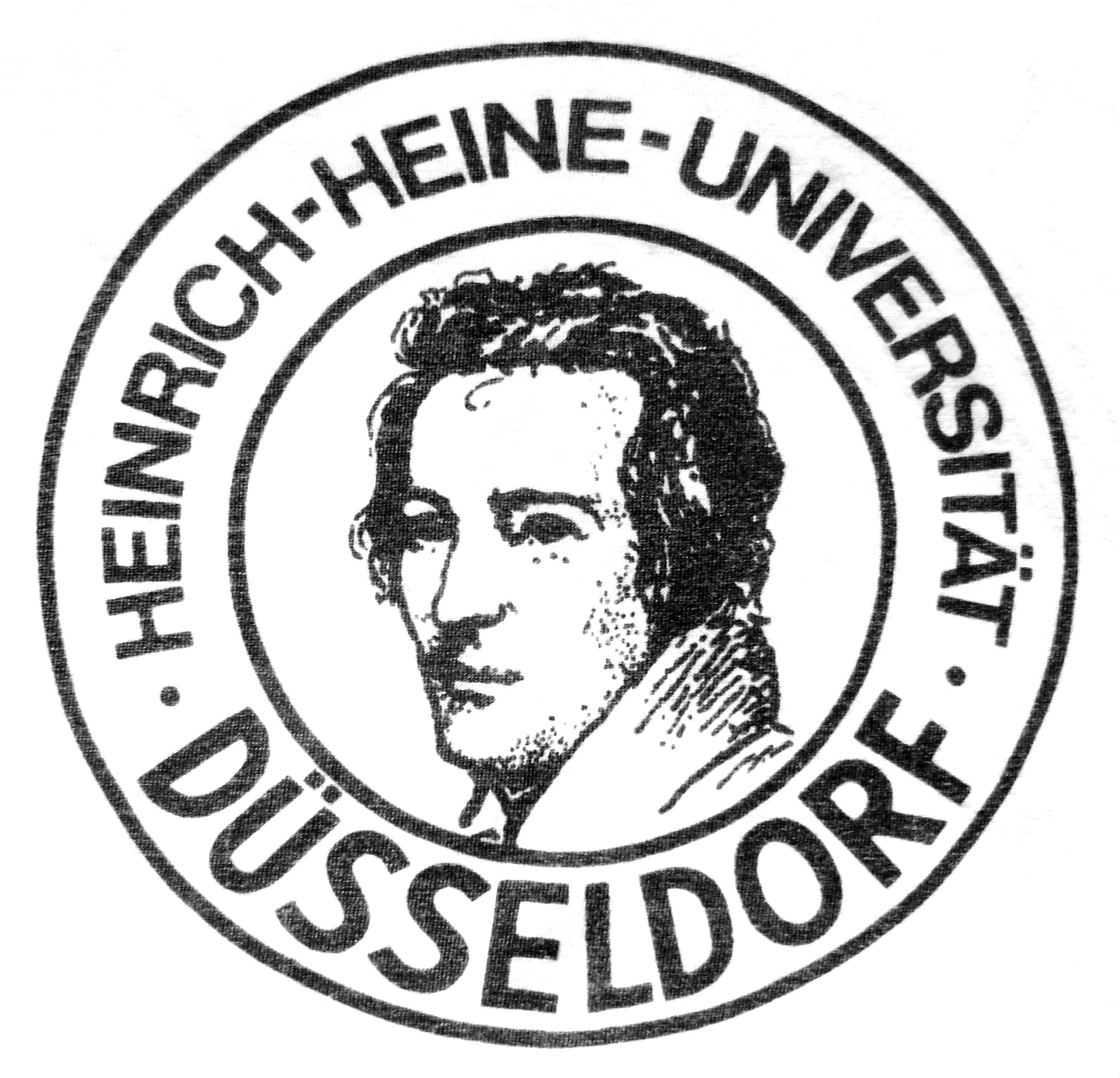
Emblem der Bürgerinitiative Heinrich-Heine-Universität Düsseldorf, um 1987

Studierende und konservative Professoren verhinderten die Benennung der 1965 gegründeten Düsseldorfer Universität nach Heinrich Heine. Schönfeldt initiierte eine „Bürgerinitiative Heinrich-Heine-Universität Düsseldorf“ und wurde 1968 zu deren Sprecher bestimmt. Es mutete ihn damals besonders bedenklich an, dass viele Studierende der Düsseldorfer Universität erklärten, über Heinrich Heine nichts sagen zu können, da sie seine Werke nicht gelesen hätten: „Gewiss, 80 Prozent von ihnen sind Mediziner. Trotzdem ist diese Ignoranz katastrophal. Unsere Initiative erstrebt, dass man sich mit Heinrich Heine beschäftigt. Denn Heine hat eine wichtige Botschaft für uns alle.“ Der Opposition gegen den Umbenennungsvorschlag hielt er vor: „Heine […] ist für mich der große Vorkämpfer für ein modernes Deutschland und Europa. Stellung nehmen gegen Heine heißt den Kräften der Vergangenheit erneuten Auftrieb zu geben.“ Am 7. Juni 1972, dem Jahr des Radikalenerlasses und des 175. Geburtstages von Heinrich Heine, veranstaltete Schönfeldt gemeinsam mit dem AStA vor 800 Teilnehmern in der vollbesetzten Uni-Mensa ein sogenanntes Hearing zum Thema „Uni Düsseldorf contra Heine –  Warum ?“. Zur Einführung sprach Hermann Kesten, damaliger Präsident des Deutschen PEN-Zentrums der Bundesrepublik; der Titel seines Vortrags lautete: „Heine lebt !“.  Es folgten ein studentischer Beitrag mit dem Titel „Ein neues Lied, ein bessres Lied – Demokratische Wissenschaft und ihre Gegner“ und eine Podiumsdiskussion mit Prominenten (Hermann Kesten, Hans Kühner-Wolfskehl, Wolfgang J. Mommsen, Rektor Carl-Heinz Fischer, Manfred Windfuhr, Wilhelm Gössmann, Otto Schönfeldt) über die Namensfrage. Am Schluss stimmten etwa 800 Teilnehmer (bei 28 Gegenstimmen und 10 Enthaltungen) für die Benennung der Universität Düsseldorf nach Heinrich Heine. Die Veranstaltung fand große Beachtung in den Medien, Schönfeldt wurde im Fernsehen von Eberhard Piltz interviewt im Beitrag „Streit um einen deutschen Dichter.“(Sendung Report Baden-Baden gesendet am 3. Juli 1972). Die Bürgerinitiative warb auch auf dem von der Heine-Gesellschaft initiierten 1. Internationalen Heine-Kongress vom 15. bis 19. Oktober 1972 für ihr Anliegen.
Schönfeldt, der am 17. Februar 1981 erneut interviewt wurde, und zwar von Rüdiger Hoffmann in den Tagesthemen anlässlich der Einweihung des Heine-Monuments von Bert Gerresheim, sammelte tausende von Unterschriften für die Umbenennung der Universität Düsseldorf in Heinrich-Heine-Universität Düsseldorf, die 1988 endlich erfolgte. Wegen seiner bekannten politischen Orientierung (und der von Heinrich Heine) stieß Schönfeldts Engagement auch auf Kritik.
Er war einer der Vorbesitzer der bronzenen Heine-Statuette, gegossen nach einem Entwurf von Hugo Lederer aus dem Jahre 1912, deren lebensgroße Nachbildung seit dem 16. Juni 1994 vor der Bibliothek der Heinrich-Heine-Universität in Düsseldorf steht. Die Statuette hatte Schönfeldt 1965 aus dem Nachlass des Initiators und Mitbegründers der Heinrich-Heine-Gesellschaft Düsseldorf, Friedrich Maase, erworben. Arie Goral, der mit Schönfeldt befreundet war, zeigte die Bronze-Statuette erstmals öffentlich in der Ausstellung „Heine-Denkmäler 1900-1933“ im Museum für Hamburgische Geschichte im Sommer 1980.

## Veröffentlichungen
- Otto Schönfeldt, Bürgerinitiative Heinrich-Heine-Universität Düsseldorf (Hrsg.) Und alle lieben Heinrich Heine … Pahl-Rugenstein Verlag, Köln 1972, DNB 730107361.
- Wolfgang Abendroth, Helmut Ridder, Otto Schönfeldt (Hrsg.): KPD-Verbot oder mit Kommunisten leben? (= rororo 1092). Rowohlt Verlag, Reinbek bei Hamburg 1968, DNB 457281758.